# Kanstantsin Loekasjyk
Kanstantsin Loekasjyk (Wit-Russisch: Канстанцін Леонідовіч Лукашык) (Hrodna, 18 september 1975) is een Wit-Russisch olympisch schutter.
Kanstantsin Loekasjyk nam als schutter vijfmaal deel aan de Olympische Spelen; in 1992 won hij op zestienjarige leeftijd goud op het onderdeel 50 meter pistool. Een jaar later vestigde hij het junioren wereldrecord 10 meter luchtpistool (stond tot 2006). Op de Spelen van 1996, 2000, 2004 en 2008 nam hij deel aan de onderdelen 50 meter pistool en 10 meter luchtpistool.
| Olympische resultaten | Olympische resultaten | Olympische resultaten | Olympische resultaten | Olympische resultaten | Olympische resultaten |
| Evenement             | 1992                  | 1996                  | 2000                  | 2004                  | 2008                  |
| --------------------- | --------------------- | --------------------- | --------------------- | --------------------- | --------------------- |
| 50 meter pistool      | Goud · 567+91         | 4de 564+96.1          | 9de 560               | 37ste 539             | 10de 558              |
| 10 meter luchtpistool | —                     | 9de 580               | 15de 577              | 13de 579              | 26ste 575             |

1896: Sumner Paine ·
1900: Karl Röderer ·
1908: Paul Van Asbroeck ·
1912: Alfred Lane ·
1920: Karl Frederick ·
1936: Torsten Ullman ·
1948: Edwin Vásquez ·
1952: Huelet Benner ·
1956: Pentti Linnosvuo ·
1960: Aleksej Goesjtsjin ·
1964: Väinö Markkanen ·
1968: Grigori Kosysj ·
1972: Ragnar Skanåker ·
1976: Uwe Potteck ·
1980: Aleksandr Melentjev ·
1984: Xu Haifeng ·
1988: Sorin Babii ·
1992: Kanstantsin Loekasjyk ·
1996: Boris Kokorev ·
2000: Tanjoe Kirjakov ·
2004: Michail Nestroejev ·
2008: Jin Jong-oh ·
2012: Jin Jong-oh ·
2016: Jin Jong-oh